# Capotille
Capotille, in creolo haitiano Kapotiy, è un comune di Haiti facente parte dell'arrondissement di Ouanaminthe nel dipartimento del Nord-Est.